# Zealand Pharma
Zealand Pharma A/S er en dansk bioteknologisk forskningsvirksomhed, som designer og udvikler peptidbaseret medicin, hovedsageligt inden for metaboliske sygdomme som for eksempel diabetes og fedme. Virksomheden har hovedsæde i Søborg nær København og har knap 200 medarbejdere. I 2018 etablerede de et datterselskab i USA.  Zealand Pharma A/S er en del af det dansk-svenske medicinalnetværk Medicon Valley.

## Historie
Zealand Pharma A/S blev stiftet af Bjarne Due Larsen, Lars Hellerung Christiansen, Leif Helth Jensen, Dan Buxbom og Florian Schönharting i 1997 som Peptide Probe Technologies ApS, en biofarmaceutisk virksomhed med fokus på design og udvikling af peptidbaseret medicin.
I 1998 blev virksomheden omdøbt til Zealand Pharma ApS i forbindelse med tiltrædelse af blandt andet Eva Steiness og tidligere Lundbeck-folk. Eva Steiness blev indsat som CEO, da virksomheden i foråret 1999 blev omdannet til aktieselskabet Zealand Pharma A/S.
I 2005 forsøgte Zealand Pharma sig med en børsnotering, men måtte trække den tilbage på grund af manglende investorinteresse. I 2010 blev børsnoteringen gennemført og aktien handles på NASDAQ OMX København.
Den 15. Januar 2015 overtog Britt Meelby Jensen posten som administrerende direktør efter David Solomon, som havde stået i spidsen for virksomheden i perioden 2008-2014., Torsten Hoffman I februar 2019 fratrådte Jensen sin post og efter flere måneders søgen blev Emmanuel Dulac valgt og indsat som administrerende direktør i april 2019. Dulac har mere end 25 års erfaring fra lægemiddelindustrien gennem forskellige jobs i både europæiske og amerikanske virksomheder.
I september 2019 skød den hollandske familiefond Van Herk Investments 560 millioner danske kroner i Zealand Pharma, og de ejer dermed en femtedel af virksomhedens aktier. Dette gjorde blandt andet, at Zealand Pharma i oktober 2019 kunne indgå en aftale om at opkøbe det canadiske biotekselskab Encycle Therapeutics.

## Produktudvikling
Zealand Pharma markedsfører og sælger ikke selv produkter på markedet men indgår i partnerskaber med en række internationale medicinalvirksomheder, som står for at bringe produkterne på markedet.
Zealand Pharma er mest kendt og anerkendt for diabetesmidlet Lyxumia, som er udviklet i et partnerskab med franske farmaceutfirma Sanofi. Siden 2014 har de i samarbejde med hjerteafdelingen på Rigshospitalet udviklet lægemidlet Danegaptid, som er udviklet til at forebygge de vævskader i hjertet, som ofte opstår hos patienter, der får en ballonudvidelse efter en blodprop i hjertet. De arbejder desuden på flere sjældne lægemidler, hvis udvikling kræver statsstøtte for at være rentabel.
Med opkøbet af canadiske Encycle Therapeutics fulgte også retten til at udvikle og sælge den prækliniske lægemiddelkandidat ET3764, som også udvikles til behandling af mave-tarm-sygdomme.
| Lægemiddel                             | Sygdom                                 | Fase        | Partner |
| -------------------------------------- | -------------------------------------- | ----------- | ------- |
| LYXUMIA (LIXISENATIDE) – ex-US         | Type 2 diabetes                        | På markedet | SANOFI  |
| LYXUMIA (LIXISENATIDE) - US            | Type 2 diabetes                        | Fase III    | Sanofi  |
| LYXUMIA / LANTUS combination (LixiLan) | Type 2 diabetes                        | Fase III    | SANOFI  |
| DANEGAPTIDE                            | Myocardial ischemic reperfusion injury | Fase II     | ZEAL&   |
| ZP2929                                 | Diabetes/Fedme                         | Fase I      | ZEAL&   |
| ELSIGLUTIDE                            | Chemotherapy Induced diarrhea          | Fase II     | HELSINN |
| ZP1480(ABT-719)                        | Akut nyre skade                        | Fase II     | abbvie  |

## Organisation
Zealand Pharmas ledes af den administrerende direktør Adam Steensberg og består derudover af:
- Adam Steensberg
- Christina S. Bredal
- David Kendall
- Ivan Møller
- Ravinder S Chahil

I bestyrelsen sidder
- Formand: Martin Nicklasson
- Viceformand: Kirsten A. Drejer

Øvrige medlemmer:
- Jeffrey Berkowitz
- Bernadette Connaughton
- Leonard Kruimer
- Alain Munoz
- Michael J. Owen
- Hanne Heidenheim Bak
- Jens Peter Stenvang